# Karbis
Els karbis o mikirs són un poble de l'Índia a Assam, majoria a algunes zones d'Assam. Ells s'anomenen a si mateixs com a karbis i de vegades arlengs (arleng = home en llengua karbi) però a la constitució índia apareixen com mikirs, que és considerat derogatori; el nom mikir derivaria de Mekar.
Són la principal comunitat al districte de Karbi Anglong administrat segons l'establert a la sisena secció de la constitució de l'Índia, amb autonomia, des del 17 de novembre de [1951]. També viuen al districte de North Cachar Hills, al districte de Kamrup, al districte de Marigaon, al districte de Nagaon, al districte de Golaghat, al districte de Karimganj i al districte de Sonitpur tot a Assam; hi ha karbis al cercles de Balijan i Papumpare a Arunachal Pradesh; als Jaintia Hills, al districte de Ri Bhoi i al districte d'East Khasi Hills a Meghalaya; al districte de Dimapur a Nagaland; i a alguns punts de Mizoram. El karbis són reconeguts com a tribu separada a Meghalaya, Mizoram i Nagaland. El 2001 eren un 460.000 i són la tercera comunitat d'Assam després del bodos i mishings (modernament misings).

## Història
Els karbis foren dels primers habitants d'Assam on haurien emigrat des del sud de la Xina o sud-est d'Àsia. Van formar un regne que segons la tradició incloïa Rongkhang, Kiling, Amri, Chinthong, Nilip-Lumbajong i Longku-Longtar, que corresponen a llocs situats a: la subdivisió d'Hamren al districte de Karbi Anglong i la part oriental d'aquest districte; el districte de Kamrup; el districte de Marigaon; i el districte de North Cachar Hills. Dalton diu que inicialment vivien al nord de Cachar però foren expulsats cap a les muntanyes Jaintia on encara s'hi troba un bon nombre, però la major part, insatisfets amb el tracte que rebien a la zona, es van desplaçar cap a les muntanyes Mikir. El poble veí dels lalungs, emparentat als karbis, que havia marxat cap a les muntanyes Jaintia per fugir de l'obligació de proveir al rei de Cachar amb una determinada quantitat diària de llet humana, van sortir també de la zona perquè no els agradava el sistema d'herència matriarcal en ús a les muntanyes Jaintia. El rei ahom d'Assam els va acollir però els va prohibir l'ús d'armes i per això amb el temps van esdevenir pacífics i poc acostumats a la violència.
A la meitat dels anys vuitanta va sorgir un moviment armat que lluitava per l'obtenció d'un estat separat (dins l'Índia) pels karbis, el Voluntaris Nacionals Karbis (Karbi National Volunteers KNV); un segon grup va sorgir als anys noranta: el Front Popular Karbi (Karbi People's Front, KPF); el març de 1999 els dos grups es van unir per formar la Solidaritat Democràtica d'Unitat Popular (United People’s Democratic Solidarity UPDS) que el 23 de maig de 2002 va signar un alto el foc amb el govern; això va portar a una escissió i es van formar dues branques, la favorable a l'acord i la que volia restar a la lluita. La facció contrària a l'acord va formar el 16 de maig de 2004 el Front d'Alliberament de Karbi Longri North Cachar Hills KLNLF) i la branca armada la Força de Resistència Karbi Longri North Cachar Hills KNPR) que té almenys un centenar d'homes en armes.

## Cultura i tradicions
La societat karbi és patrilineal i està formada per cinc grans clans o kur: Ingti, Terang, Inghi, Teron i Timung; al seu torn estan dividits en diversos subclans; aquestos clans són exogàmics és a dir que s'enllacen només amb membres de diferents clans. El seu sistema de govern té al front el lindok o rei assistit per un katharpo, pels dilis, pels habes i pels pinpos. El lindok dels karbis resideix a Ronghang Rongbong a la subdivisió Hamren del districte de Karbi Anglong. Tots aquests càrrecs són actualment merament honorífics i cerimonials i sense poder real.
Els karbis celebren diversos festivals entre els quals el Rongker, el gener-febrer que és una mena d'acció de gràcies als déus per la prosperitat i benestar; un altre és el Chomkan (conegut també com a Thi-karhi i com Chomangkan), i és de caràcter familiar per donar gràcies per la pau i pel pas de l'ànima dels morts recents a l'altra vida. La majoria dels karbis són hinduistes amb la creença a la reencarnació i l'honor als ancestres però conserven algunes tradicions pròpies com les deïtats Hemphu i Mukrang; un nombre important són cristians.
Les dones karbis són expertes en vestits que porten elles mateixes i els homes. La peça principal de les dones és el pekok, una peça que es porta enrollat a la part superior del cos i lligat amb un nus al muscle dret; el pini és similar a un sarong (sari); el vamok és una mena de draps decoratiu lligat a la cintura damunt el pini. Els homes porten tradicionalment el choi, una camisa sense mànigues amb una V al coll i uns fils de rosca fluixos a manera de serrell a la part inferior; el rikong que se'assemble als dhotis; i el poho, un turbant.
Els karbis difereixen el caràcter dels seus veïns del sud, en que són més tímids que cap altre grup ètnic d'Assam. Viuen en petits llogarets propers als camps d'arròs, cotó o xilis, entre d'altres, que cultiven a les seves muntanyes. Les seves cases són llargues i fortes i construïdes sobre plataformes damunt del terra. El seu menjar principal és l'arròs però mengen també aus i porc i beuen licor fermentat.

## Economia
Es dediquen tradicionalment a l'agricultura amb el sistema jhum (cremen una zona i la cultiven), que practiquen a les seves muntanyes o turons. Cultiven varietat de productes que inclouen cereals, vegetals, fruites, arròs, moresc, patates, tapioca, faves, gingebre i cúrcuma. Són força autosuficients i tenen jardins privats a les seves granges on cultiven nou de bètel, taronges, pinyes i altres, per satisfer les seves necessitats en alimentació. No obstant la pressió de l'economia de mercat les ha fet perdre part dels seus hàbits de vida i han portat alguns patiments que segueixen. La nació té el més alt índex (33,52) en pobresa, el que vol dir que és el grup humà amb més gent pobre (i menys rics).

## Llengua
Vegeu karbi